# فهد بن حثلين
فهد بن فلاح بن سلطان آل حثلين مؤسس ورئيس المنظمة الدولية للإبل. ورئيس نادي الإبل. ورئيس الاتحاد الدولي لبولو الإبل. ابن أمير قبيلة العجمان وحفيد الشاعر والفارس الأمير راكان بن فلاح بن حثلين.

## أعمال
أسس المنظمة الدولية للإبل (ICO)، وهي منظمة غير ربحية مقرها الرياض، في مارس 2019، وتضم حالياً نحو 105 من الدول الأعضاء على مستوى قارات العالم الست، وتهدف إلى تطوير وخدمة كل ما يتعلق بالإبل كموروث. عمل على زيادة الحراك الرياضي والاقتصادي والتنافسي في المملكة العربية السعودية والدول الأعضاء، من خلال أنشاء معايير وتصنيفات للإبل، شملت الأنواع والفئات والسلالات. ترأس "المؤتمر الدولي لخبراء المنظمة الدولية للإبل ومنظمة اليونسكو"، وهو مؤتمر سنوي يختص بالإبل وتشارك فيه منظمة اليونسكو، ويركزنا على هدفين أساسيين هما: اقتصاديات الإبل والحفاظ على التراث المرتبط بها، ثم الارتباط برسالة يونسكو الأساسية الهادفة إلى الحفاظ على تراث الشعوب وذاكرة البشرية”.

## الحياة الشخصية
والدته هي منيرة بنت عبد الله العساف، ومتزوج من الأميرة جميلة بنت عبد المجيد بن سعود بن عبد العزيز آل سعود، وله من الأبناء سلمان ومنيرة و العنود.